# 進永駅
進永駅（チニョンえき）は、大韓民国慶尚南道金海市にある韓国鉄道公社慶全線の駅である。

## 駅構造
- 島式ホーム2面4線の地上駅。

## 歴史
- 1905年10月21日：普通駅として開業[1][2]。
- 1908年4月1日：正式に旅客営業開始[3]。

## 隣の駅
韓国鉄道公社
慶全線
KTX・セマウル号 
密陽駅 - 進永駅 - 昌原中央駅
ムグンファ号
翰林亭駅 - 進永駅 - 進礼駅